# Lucius Alfius Restitutus
Lucius Alfius Restitutus war ein im 1. oder 2. Jahrhundert n. Chr. lebender Angehöriger des römischen Ritterstandes (Eques).
Durch eine Inschrift, die in Augusta Taurinorum gefunden wurde, ist die militärische Laufbahn (siehe Tres militiae) von Restitutus bekannt, die aus zwei Positionen bestand. Er war zunächst Kommandeur (Präfekt) einer Einheit, die in der Inschrift als COH II BR EQ angegeben ist. Danach übernahm er als Tribunus die Leitung einer Einheit, die in der Inschrift als COH I BR {\displaystyle \infty } EQ bezeichnet wird.
In seiner Heimatstadt Augusta Taurinorum übte Restitutus das Amt des flamen divi Titi aus. Die Inschrift wurde ihm und seiner Ehefrau Claudia Paulina zu Ehren von Gaius Pinarius Onesimus und Cassidarius Ampheristus errichtet.

## COH II BR EQ
Die Lesung der Epigraphik-Datenbank Clauss-Slaby (EDCS) ist coh(ortis) II Br(ittonum) eq(uitatae). Im Corpus Inscriptionum Latinarum (CIL) wurde die Einheit mit der Cohors II Breucorum equitata identifiziert. Laut Joachim Ott wurde die erste Einheit, die Restitutus kommandierte, von anderen Historikern mit der Cohors II Brittonum identifiziert, die in der Provinz Mauretania Caesariensis stationiert war; er selbst ordnet Restitutus der Cohors II Flavia Brittonum zu. Ovidiu Țentea, Florian Matei-Popescu halten sowohl die Cohors II Brittonum in Mauretania Caesariensis als auch die Cohors II Flavia Brittonum für möglich. Tatiana Alexandrovna Ivleva ordnet ihn der Cohors II Flavia Brittonum zu. John Spaul führt ihn sowohl bei der Cohors II Breucorum als auch bei der Cohors II Flavia Brittonum auf.

## COH I BR∞EQ
Die Lesung der EDCS ist coh(ortis) I Br(ittonum) |(miliariae) eq(uitatae). Im CIL wurde die Einheit mit der Cohors I Breucorum miliaria equitata identifiziert. Laut Joachim Ott wurde die zweite Einheit, die Restitutus kommandierte, von anderen Historikern mit der Cohors I Ulpia Brittonum milliaria identifiziert; er selbst ordnet Restitutus der Cohors I Aelia Brittonum zu. Laut Tatiana Alexandrovna Ivleva wurde er von Felix Marcu der Cohors I Aelia Brittonum und von Hubert Devijver der Cohors I Flavia Brittonum zugeordnet. Tatiana Alexandrovna Ivleva und John Spaul ordnen ihn der Cohors I Britannica zu.

## Datierung
Die Datierung der Inschrift bei der EDCS ist 81/130. Tatiana Alexandrovna Ivleva datiert die beiden militärischen Positionen von Restitutus auf einen Zeitraum vor 79/81. Joachim Ott gibt einen Zeitraum von ca. 117 bis 169 an.